# Прем'єр-міністр Камбоджі
Прем'єр-міністр Королівства Камбоджа — голова уряду держави Камбоджа.
Посада прем'єр-міністра Камбоджі була створена після однобічного проголошення незалежності Камбоджі від Франції 18 березня 1945 р. в умовах закінчення 2-ї світової війни і японської окупації Камбоджі. Після капітуляції Японії влада Франції в Камбоджі була відновлена, акт незалежності Камбоджі скасовано, але Франція погодилась на автономію Камбоджі з власним урядом. У 1947 р. автономна Камбоджа згідно з прийнятою конституції була проголошена конституційною монархією, тобто влада короля була обмеженою. Такий же стан залишився і після остаточного проголошення незалежності від Франції 9 листопада 1953 р. Однак у цей період король Нородом Сіанук сам багато разів був прем'єр-міністром, або його найближчий прибічник Пенн Нут. У період республіки у Камбоджі (1970—1993) у 1972—1975 рр. прем'єр-міністр був підпорядкований президенту, а в 1981—1991 рр. — голові компартії Камбоджі. З 1991 р. прем'єр-міністр Камбоджі став фактичним керівником держави.